# 约根·朗纳松
约根·朗纳松（瑞典語：Jörgen Ragnarsson，1954年5月19日—），瑞典前男子帆船运动员。他曾代表瑞典参加1980年夏季奥林匹克运动会帆船比赛，联同约兰·马斯特伦获得一枚铜牌。